# Vila Fanny Futebol Clube
O Vila Fanny Futebol Clube é um time de futebol amador de Curitiba, capital do estado do Paraná.
O clube foi fundado em 12 de outubro de 1952 e utiliza o Estádio Ismael Guabardo, situado na Vila Fanny, tendo as cores do clube como o vermelho e o branco.

## História
Desde sua fundação, em 12 de outubro de 1952, e após sua filiação junto à FPF para disputar campeonatos da antiga terceira divisão em 1959, o Vila Fanny utilizava uma precária praça de esportes, localizada em um terreno com amplo desnível, próximo à BR-116 (atual Linha Verde em Curitiba), e com as traves em sentido contrário às atuais.
O Estádio Ismael Gabardo passou por grandes transformações desde o ano de 1977, quando foi construída a sede social. Muros externos em 1979. Alambrados, canchas de areia iluminadas em 1981, inauguração de refletores em 29 de outubro de 1988, túneis e cabines em 1990. Bancos de reservas especiais (locais e visitantes) e para o representante da FPF. Enfim, uma série de melhorias que tornaram o velho estádio num dos melhores da Suburbana. No interior da sede: sala de reuniões, troféus, restaurante, capela subterrânea e muitas outras benfeitorias.
A cerca da primeira cancha de futebol era de madeira que fazia às vezes de alambrado, os palanques feitos de dormentes usados, foram doados pela Rede Ferroviária Federal S/A.
Ao ínicio da década de 1990 e 2000, o Vila Fanny conquistou vários títulos do Campeonato Sul-Brasileiro, Taça Paraná e da Suburbana.
Em 2011, o Vila Fanny foi rebaixado na Suburbana. Em 2014 o alvi-rubro da Vila ficou na segunda posição e conseguiu o acesso à elite do amador. Nas primeiras fases da competição, o time liderou todos os grupos em que participou. Na decisão, o Vila Fanny enfrentou o Nacional em dois jogos. No primeiro, vitória do Nacional por 2 a 0. No jogo de volta, no Estádio Ismael Gabardo, casa do Fanny, um empate sem gols. Com os resultados, o Nacional sagrou-se campeão da Série B.
Em 2019, o Vila Fanny fez má campanha na Suburbana terminando na penúltima colocação do campeonato e assim sendo rebaixado para a Série B da Suburbana de 2020 que não foi disputada por conta da Pandemia de COVID-19 no Paraná.
Em 2022, o clube iniciou a disputa da segunda divisão no grupo A, onde se classificou, novamente se classificou na segunda fase com 13 pontos. Nas semis-finais o clube eliminou o Desportivo Paranaense com placares de 4 a 0 e 5 a 1. Na final, o clube sagrou-se campeão após vencer o União Vila Torres nos dois jogos.

## Títulos
| REGIONAIS  | REGIONAIS                                   | REGIONAIS | REGIONAIS                           |
|            | Competição                                  | Títulos   | Temporadas                          |
| ---------- | ------------------------------------------- | --------- | ----------------------------------- |
|            | Campeonato Sul-Brasileiro de Futebol Amador | 5         | 1989, 1991, 1992, 1993 e 1995       |
| ESTADUAIS  |                                             |           |                                     |
|            | Competição                                  | Títulos   | Temporadas                          |
|            | Taça Paraná                                 | 2         | 1989 e 1991                         |
| MUNICIPAIS |                                             |           |                                     |
|            | Competição                                  | Títulos   | Temporadas                          |
|            | Campeonato Curitibano                       | 6         | 1988, 1990, 1991, 1993, 2000 e 2002 |
|            | Campeonato Curitibano - 2ª Divisão          | 5         | 1973, 1977, 1979, 1981 e 2022       |
|            | Campeonato Curitibano - 3ª Divisão          | 2         | 1965 e 1968                         |